# Lime (album av Arvingarna)
Lime är ett studioalbum från 1999 av det svenska dansbandet Arvingarna. Det utgavs under samma år som bandet firade 10-årsjubileum.

## Låtlista
1. Du vet var jag finns - 4:16
2. Är du lycklig nu - 3.45
3. Det svär jag på - 3:33
4. Sommar och solvarma dar - 3:16
5. När jag flyger - 4:03
6. Jag vill ge natten till dig - 4:12
7. Magdalena - 3:02
8. Halvvägs hem till dig - 3:38
9. En ledig sommardag - 2:56
10. Bye Bye So Long - 3.00
11. Programmerad kärlek - 3.40
12. Jag vet vad kärlek är - 3:35
13. Låt oss bara vara vänner - 3:24
14. Att va' kär - 2:50
15. Jag och min gitarr - 3:48
16. Det svär jag på - remix - 2:48

## Listplaceringar
| Lista (1999) | Topplacering |
| ------------ | ------------ |
| Sverige      | 13           |